# 徳川家康の影武者説

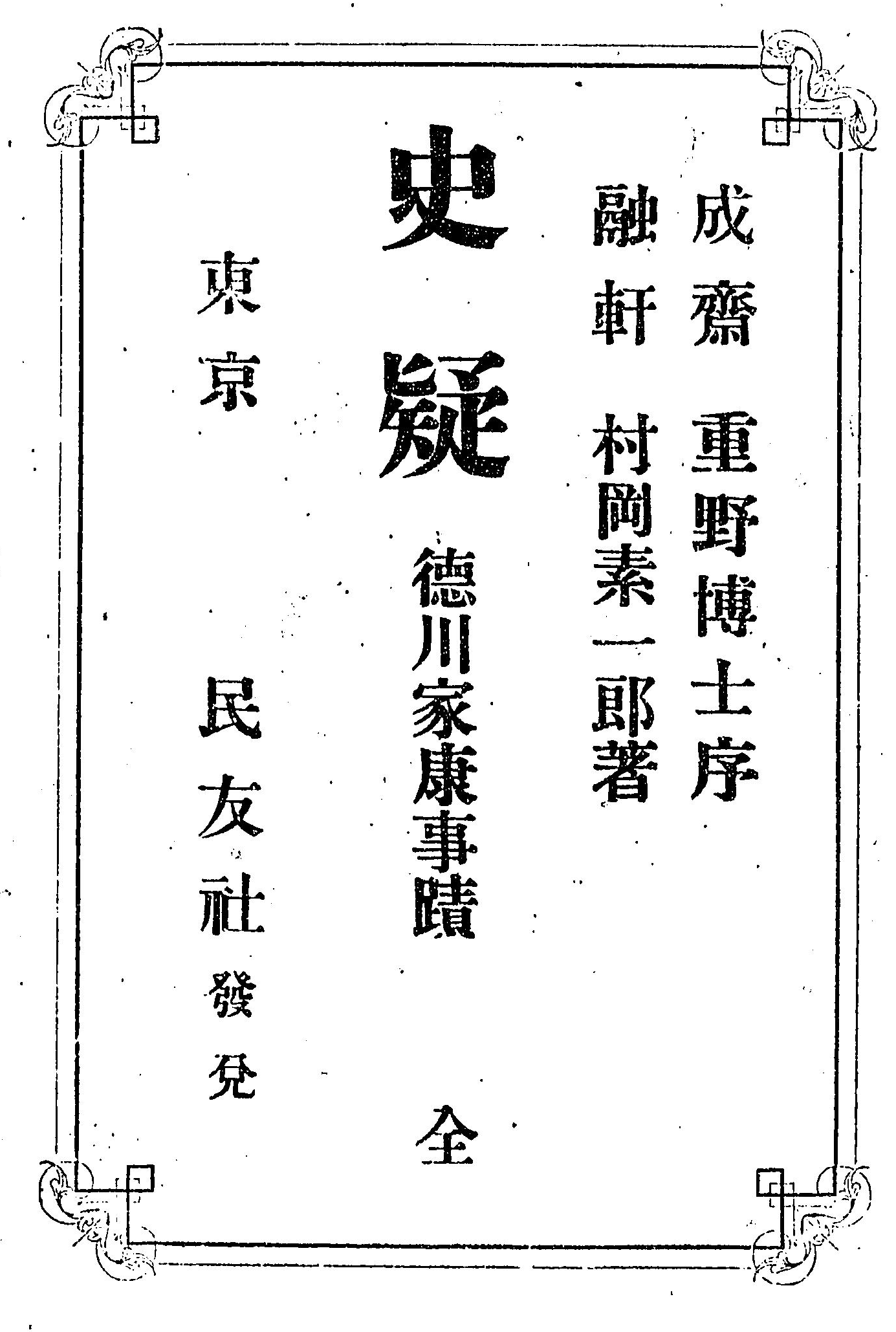
『史疑 德川家康事蹟』の表紙

徳川家康の影武者説（とくがわいえやすのかげむしゃせつ）は、江戸幕府を開いた徳川家康の生涯は通説で考えられているものと異なり、人生のいずれかの段階で別人と入れ替わったという仮説（別人説）。入れ替わった段階をいつと捉えるかによって説の内容は異なるが、いずれの説も史料批判の誤りが多いため、フィクションとしてはともかく、アカデミズムにおいては否定的見解が強い。この項では明治時代の地方官であった村岡素一郎が唱えた桶狭間の戦い直後に入れ替わったという説を主に扱い、その他の説を付記する。

## 影武者説の発端
徳川家康は江戸時代を通じて神君とされていたため、その出自を疑う者はいなかった。1902年（明治35年）4月、徳富蘇峰が経営する民友社から、地方官吏であった村岡素一郎が『史疑 徳川家康事蹟』という書籍を出版して家康の影武者説を唱えた。文学博士で元内閣修史編修官・東京帝国大学文科大学教授の重野安繹が、この著書の序文を記している。

## 影武者説の概要
村岡素一郎によれば、「松平広忠の嫡男で、幼名は竹千代。元服して松平二郎三郎元信と名乗った人物は、正真正銘の松平（徳川氏）の当主である。桶狭間の戦いで今川軍の先鋒として活躍したのも、この竹千代（当時は元康）である。しかし元康は桶狭間の戦いで今川義元が死去した後に独立したが、数年後に不慮の死を遂げた。そして、その後に現れる家康は、世良田二郎三郎元信という、全くの別人が成り代わったものである」という説を村岡が着想したのは、林羅山の著書『駿府政事録』の1612年（慶長17年）8月19日の記述である。村岡は以下のように引用している。
| 「 | （大意） 『駿府政事録』にはこうある。慶長十七年八月十九日、家康が雑談の席で「私は子供の頃、又右衛門ナニガシというものに銭五貫文で売り飛ばされ、九歳から十八歳、十九歳まで駿府に居たのだ」と語ったというのだ。家康公は戦国時代よくあった誘拐にあい、売り飛ばされていたのである。家臣達はみな、この話を聞いていたのだ。 | 」 |

当時、松平広忠は今川義元の庇護を受けるため、息子の竹千代（家康）を駿府に人質として送ろうとしていた。しかし、広忠の継室真喜姫（田原御前）の父である田原城主の戸田康光が今川家と松平家を裏切り、竹千代は織田信秀のもとへ売られた。後に織田信長の庶兄である織田信広が今川軍に敗れて捕らえられたため（安城合戦）、その信広と交換されて駿府に送られた。その様子を家康が語ったものとされている。
村岡は戸田家が竹千代を売ったことを否定しているという。しかし、康光を始めとする今川家を裏切った戸田一族は今川家に滅ぼされており、否定したという戸田家の人物は不明である。なお、近年になって、アカデミズムの側から戸田家が竹千代を売った事実を否定する見解が出されるようになっているが、結果的に影武者説についても否定することになるため、後述する。

### 貴賤顛倒
村岡素一郎は序論で、日本の歴史は約300年毎に政機転変して貴・賤の顛倒（上下階級の交代）が行われ、これが歴史の自然法だが、我が皇室は人事転変の外に超越して万古変わらず、国体の尊厳は他邦に比類なき所以と説いた。
その上で、大化の改新で蘇我氏を倒した藤原氏の祖・藤原鎌足、宇多・醍醐朝で異数の抜擢を受けた菅原道真、地下人から太政大臣となり人臣の位を極めた平清盛、鎌倉幕府を開設した源頼朝の覇業を助けて子孫9代の基を築いた北条時政、斯波氏の陪臣より興った織田氏や庶民の出自が明々白々の豊臣氏の例を挙げ、徳川氏は豊臣氏の下層に属する出身ではなく歴然たる三河松平氏の貴公子といわれるが、歴史の自然法から疑惑が生じると論じた。

### 影武者・世良田二郎三郎元信
村岡素一郎は元康と入れ替わった人物を「浄慶」、後に「世良田二郎三郎元信」と名乗った願人であると推定している。彼の母親は、ささら者（賤民）の娘である於大、父親は新田氏嫡流（新田氏支流江田氏）で下野国都賀郡小野寺村出身の「江田松本坊」という祈祷僧としている。天文11年12月26日（1543年1月31日）、駿府の宮の前町で生まれた子は「国松」と名付けられたが、松本坊は彼が生まれた直後にどこへともなく出奔したとしている。
母子のみでは養育する事が出来なくなった於大は、有度郡石田村の富士見馬場にある久松土佐の家に再嫁する。異父弟の三郎太郎康元が生まれると、於大の生母で祖母にあたる源応尼に国松の養育を頼んだという。その後、国松は東照山円光院の住職・智短上人の門に入って「浄慶」と改名したとしている。しかし今川家の菩提寺で殺生禁断の地とされた増善寺山内で小鳥を捕らえたため、師から破門されたという。その後、浄慶は駿府を放浪していたが、又右衛門という男に攫われて、子供を欲しがっていた願人の「酒井常光坊」に銭五貫で売られたという。村岡は、願人を妻帯肉食の修験者と説明している。
こうして少年時代を過ごした浄慶は、1560年（永禄3年）に「世良田二郎三郎元信」と名乗る。実父の松本坊が新田氏の末裔と称していたため、世良田姓を名乗ったという。そして同年4月の桶狭間の戦い直前、元信は元康の嫡男で駿府に人質としてあった竹千代（のちの松平信康）を誘拐して遠州掛塚に逃走したという。これが原因で、源応尼は同年5月6日に処刑されたとされる。
そして桶狭間で今川義元が織田信長に討たれて今川氏が混乱すると、「世良田二郎三郎元信」は同志を集めて浜松城を落とし、さらに勢いに乗じて三河を攻略しようとしたが、松平元康に敗れて尾張に逃れる。信長と水野信元を使い、元康に今川から離反するよう説得する。しかし元康が断ったため、怒った信長は、信元に命じて元康を攻撃する。しかし、元信が期待したような本格的な侵攻にならず、孤立した元信は元康に降伏し、信康の身柄を元康に返還することを条件に罪を許され、その家臣になったという。
これら、「世良田二郎三郎元信」の経歴やその父江田松本坊なる人物は徳川氏に伝わる始祖松平親氏の伝説と類似している。親氏は新田源氏の一族、世良田有親の子として生まれ、時宗の遊行僧として三河に漂着、酒井氏の入り婿になった後、松平氏の婿となったと伝えられている。しかし、この伝説には疑問も多く、松平氏の先祖を粉飾するための伝説とされている。

### 「元信」の入れ替わり
村岡素一郎の主張では、元康は1560年（永禄3年）12月4日、織田信長と戦うべく尾張に向けて侵攻を開始したが、その途上である尾張守山において12月5日、元康が阿部正豊（弥七郎）に暗殺されたという。
これは家康の祖父松平清康が家臣の阿部正豊（弥七郎）に暗殺された、守山崩れと酷似している。村岡はこの守山崩れの伝承は、元康の死をカモフラージュするために清康の死として語られたのだと主張している。
そして元康の死を秘匿し、その身代わりとして立てられたのが、世良田二郎三郎元信であるとする。当時の松平氏の三河は、信長と今川氏という両大名によって挟まれていた。信康はまだ3歳の幼児である。そのような幼児が信長や今川氏と渡り合えるはずがないと考えた家臣団は、信康が成長するまでは、替え玉である世良田二郎三郎元信に松平氏の家督を代行させたというのである。
1562年（永禄5年）、元康に成りすました元信は、清洲城に出向いて信長と同盟を結んだ（清洲同盟）。翌年、元信は松平家康と改名し、「二人の家康」から「一人の家康」となったという。

### 信康切腹事件
1579年（天正7年）に松平信康が切腹するという事件が起こる。この事件は信康とその生母・築山殿が信長の宿敵である武田勝頼と内通していたことが、信康の正室で信長の娘である徳姫によって露見し、激怒した信長が家康に信康と築山殿の処分を求めたという事件である。家康はこの条件を呑み、同年8月29日に築山殿、9月15日に信康を殺害したとされる。
村岡は「すでに元信（家康）には結城秀康（於義丸）と徳川秀忠（長松・竹千代）という実子が生まれていた。父親の愛情としては、血のつながらない信康より、実の子に家督を継がせたいはずである。だから元信は、信長の処断要求が来るや、これを好機として二人を抹殺してしまった。」と主張している。また、清瀧寺にある信康の墓所が質素で、後に改葬もされていないとして、実子でない根拠としている。

### 石川数正出奔
1585年（天正13年）11月13日、家康に人質時代から近侍しており、岡崎城代であった石川数正が豊臣秀吉のもとに出奔した。
これについて村岡は「数正と信康の関係は親しかった。史実では、数正は信康の後見人として岡崎衆を率いてその補佐を務めていたからである。そのため、1579年（天正7年）の信康自害に誰よりも悲しんだのは、この数正のはずである。私の説に従うなら、数正も元康が暗殺されたとき、世良田元信が挿げ変わることは承認していたはずであるが、数正は信康が成長すれば、松平（徳川）氏の家督は信康が継ぐものと信じていたはずである。であるから、信康が信長の処断要求に乗じた家康の命令で処断されたことに、数正は強い憤激を覚えていたはずである。だから、数正は秀吉を新たな主君に求めて出奔した。」と主張している。
家康の関東移封後、数正は信濃で10万石の大名となった。数正の死後は子である石川康長と石川康勝が遺領を継いだ。しかし1613年（慶長18年）に両者とも改易されている。これを村岡は「家康こと元信の亡き数正に対する意趣返しではないのであろうか」と推定している。
而して、石川家は改易されたが、浅間温泉の湯守として松本に残ることを許されて、その血は現代まで残っている。

### その他の村岡の論拠
- 三河松平氏の祖先である親氏の墓所は三河に無く、武蔵国府中の称名寺に存在する。

## 反響
村岡素一郎の本の定価は25銭で、初版500部が出版されたが、重版されず絶版となった。
絶版となった理由は、その著書の内容に憤激した徳川氏一族や旧徳川氏の幕臣が、民友社に圧力をかけたためという説（また村岡説の流布の妨害のために彼らによる買い占めが行われたとする説がある）や、徳富蘇峰が貴族院議員就任を目指しており、貴族院に多数存在する徳川家関係者に遠慮したためとも言われる。また、礫川全次はこの本は歴史書の体裁をとった明治の元勲山縣有朋や伊藤博文への批判書だとしており、両者の圧力があった可能性を指摘している。いずれにせよ、村岡説は学会や世間に反響を起こすこともなく、戦前は完全に忘れられた存在であった。

### 戦後の『史疑』再発見
村岡素一郎の説は1960年代の徳川家康ブームの中で、異色の家康論として再検討の対象となった。
歴史小説家の榊山潤は、『特集人物往来』1956年5月号にエッセイ「妻を殺した徳川家康の秘密」を発表し、『史疑』の内容を紹介した。
歴史小説家の南條範夫は、『史疑』を古書店で偶然に入手したことがきっかけとなってこの説に興味を抱き、『オール讀物』1958年12月号に、村岡説を下敷きにした短編小説「願人坊主家康」を発表、さらに1962年には、村岡素一郎をモデルにした長編小説『三百年のベール』（文藝春秋新社）を刊行した。同時期に小説家の加賀淳子も、徳川家康の替玉を扱った短編小説「消えた矢惣次」（短編集『有情無情』桃源社、1959年、所収）を発表している。
小説家で村岡素一郎の外孫にあたる榛葉英治は、『週刊文春』1963年4月15日号にエッセイ「家康をニセ者と断定した男」を寄稿し、さらに同年11月、『史疑』を現代語訳した『史疑 徳川家康』（雄山閣）を刊行した。明治文学研究者の柳田泉も、著書『明治の書物・明治の人』（桃源社、1963年）や、1963年6月25日付『中国新聞』掲載のエッセイ「二人いた徳川家康――『史疑』という本の考証から」で、『史疑』の内容を紹介している。
1965年には、『史疑』の全文が筑摩書房『明治文学全集 77 明治史論集（一）』に収録され、初版以来63年ぶりに原文が公刊された。編者の松島榮一は、『史疑』について「口碑・伝説と限られた史料とを使っての提言には、論証の不十分さが目立ってはいるが、いずれにせよ疑問を率直に表現することから、学問的考え方がすすむものである」と評している。
八切止夫は1970年に、『史疑』を下敷きにした長編小説『徳川家康は二人いた』（サンケイ新聞社出版局）を発表した。
1994年（平成6年）には礫川全次が『史疑 幻の家康論』を著し、『史疑』の背景を検証した。

## 影武者説に対する批判
歴史学者の桑田忠親は著書『戦国史疑』において、「村岡説は小説の素材のようなものである。家康と世良田元信を別人とし、そして家康を北条早雲なみの流れ者と仮定している。そのうえで、元康の存在から三河における松平（徳川）氏の過去の事蹟や系図を抹殺しすぎている。」として厳しく批判し、ほとんど論破したとしている。

### 影武者説の問題点
- 入れ替わりがあったということを裏付ける同時代史料は徳川家関係はもとより、他家や一般の文書にも存在しない。
- 当時、人売りによって売買される奴隷の価格は二十銭から三十銭[15]とされており、身分もわからない子供の値段として五貫文は高額すぎる。また、『駿府政事録』の記事にある金額を五貫文としているのは村岡素一郎の引用のみであり、現在発見されている『駿府政事録』の諸本では五百貫文とされている。[16]
- 親氏の墓は三河にもあり、松平郷の高月院に存在する。称名寺で発見された親氏の墓碑は、江戸時代後期の1801年（享和元年）に発見されたもので、江戸時代に制作されたものと見られている。
- 源応尼（華陽院）は竹千代が人質に出される前から駿府にいたため、織田方の於大の方の子を密かに受け取れる環境にない。
- 元信が浜松城を乗っ取ったとされる当時、浜松城は曳馬城と呼ばれており、飯尾氏が支配していた。1568年（永禄11年）に家康に攻略されるまでは飯尾氏が守っており、乗っ取られたという事実は無く、それを証明する資料も存在しない。
- 信康の死にあたって、家康は二俣城の近くにあった浄土宗の庵所に信康の廟所、位牌堂、その他の諸堂を建立した。1581年（天正9年）、家康は信康を葬った庵所を訪れ、清瀧寺と改名させ、信康に清瀧寺殿の法名を贈った。墓所が粗末で改葬もされないというのは事実ではない。また、信康の首塚は若宮八幡宮（信長死去までは菅生八幡宮）に存在し、祭神として合祀されている。その他、信康の介錯を行った服部正成は家康の内命を受け、西念寺を建立した。西念寺には信康の供養塔がある。
- 石川兄弟の改易は、影武者説を取らなくても裏切った事への報復としても話が成立する。通説では大久保長安事件への連座と考えられている。
- 石川数正の出奔が影武者説と関係があるのであれば、彼が影武者説を書きも語りもしていないのは理解に苦しむことである。数正には、累代の主君を裏切ったという汚名をそそぎ豊臣家へ忠節を尽くすために、「家康は松平広忠と血縁がない」ことを暴露する動機が十分にあった。
- 近年、越後国の本成寺九世・日覚（尾張出身で今川家臣の鵜殿氏とも関係があった）の書状の中に、竹千代が売り渡されたとされる時期とほぼ同じ天文16年（1547年）9月[注釈 8]に織田信秀が岡崎城を攻め落としたとする記述があるのに注目されるようになった。村岡幹生は他の文書による裏付けを取った上でこの文書の内容は事実関係を伝えたものと判断し、織田信秀による岡崎城落城を事実であり、松平広忠が一時的に織田氏に降伏してその傘下に入っていたと判断した[18]。村岡幹生は今川軍は戸田氏を攻めていたために岡崎に援軍を送れなかったと推測したが、これに対して松平広忠と戸田康光は婚姻同盟を結んでおり、織田氏と今川氏が一時的に連携して、織田氏が松平氏を、今川氏が戸田氏を攻めたのではないか、とする異論が出されるようになった[19][20][21]。ただし、これらの異論も岡崎城の落城と松平広忠の織田氏への降伏という村岡幹生の見解そのものには同意しており、その結果、松平竹千代は最初から織田氏への降伏の証として人質に出されたものであったと考えられるようになった[21][22]。その場合には戸田康光が織田氏に竹千代を売り渡した事実そのものがなかったと考えられ、村岡素一郎の説の根拠とされてきた『駿府政事録』慶長十七年八月十九日の記事そのものの信憑性が問題とされる。

## その他の影武者説
影武者説には、村岡素一郎の説の他にも系統を異にする諸説がある。
隆慶一郎は、村岡説に触発されたものの、「家康が入れ替わった時期が村岡説では早過ぎる。家康の人格が変化した1600年頃としたほうが無理がない」と考え、家康が1600年（慶長5年）の関ヶ原の戦いの際に暗殺され、その後は影武者・世良田二郎三郎が代役として家康に成り代わったという設定で小説『影武者徳川家康』を著している。これは、いわゆる大御所政治の時に家康が駿府に政庁を開き、幕府と別に人材を集めて徳川秀忠の発給文書と別の二重文書を発行していたという史実から発想したものである。
また、家康は大坂夏の陣（岡山の戦い）で戦死し、その後の1年間は影武者であったとする説もある。この説によると、真田信繁（幸村）の奮戦により恐慌状態に陥った家康は、自害すると叫んで部下に誡められ、駕籠に乗せられて逃亡中に後藤基次が家康の駕籠を槍で突き刺し、重傷を負った家康は堺の寺に運ばれてそこで死亡したとするものである。堺市の南宗寺に「家康の墓」と称されるものがあり、その説を裏付けるものとして語り継がれている。南宗寺に徳川秀忠・家光が上洛した際に自ら参拝していることや、東照宮が勧請されていたこともその傍証とされることがある。家康の代役として小笠原秀政が選ばれ、その後、正史で家康が死んだ時期まで影武者として家康を名乗っていたと言われる。作家の加賀淳子は、上記の諸事実を調査した上で小説「消えた矢惣次」（『有情無情』収録）を発表したが、小笠原秀政ではなく百姓の矢惣次としている。この中で矢惣次は河内国吉田村出身で、榊原康政に見出されて関ヶ原以前から影武者を務めていたが、用無しとなり毒入り天ぷらで殺されたという。